# ATXN7L3B
ATXN7L3B (англ. Ataxin 7 like 3B) – білок, який кодується однойменним геном, розташованим у людей на 12-й хромосомі. Довжина поліпептидного ланцюга білка становить 97 амінокислот, а молекулярна маса — 10 771.
| 10         |  | 20         |  | 30         |  | 40         |  | 50         |
| ---------- |  | ---------- |  | ---------- |  | ---------- |  | ---------- |
| MEEISLANLD |  | TNKLEAIAQE |  | IYVDLIEDSC |  | LGFCFEVHRA |  | VKCGYFYLEF |
| AETGSVKDFG |  | IQPVEDKGAC |  | RLPLCSLPGE |  | PGNGPDQQLQ |  | RSPPEFQ    |

A: Аланін

C: Цистеїн

D: Аспарагінова кислота

E: Глутамінова кислота

F: Фенілаланін

G: Гліцин

H: Гістидин

I: Ізолейцин

K: Лізин

L: Лейцин

M: Метіонін

N: Аспарагін

P: Пролін

Q: Глутамін

R: Аргінін

S: Серин

T: Треонін

V: Валін

Кодований геном білок за функцією належить до фосфопротеїнів. 